# 부원초등학교
부원초등학교는 대한민국 경기도 부천시 소사구 소사본동에 있는 공립 초등학교로, 1984년에 개교하였다.

## 학교 연혁
- 1982년 7월 21일 부원국민학교 설립인가(18학급)
- 1984년 3월 1일 초대 이윤경 교장 취임
- 1984년 5월 17일 개교(20학급 편성, 1150명)
- 1985년 2월 14일 제1회 졸업식(졸업생 268명)
- 1985년 3월 6일 병설유치원 개원
- 1986년 9월 1일 소사국민학교로부터 학생 129명 인수(학급 재조정)
- 1988년 8월 15일 교실 12실 준공
- 1990년 12월 26일 교실 10실 준공
- 1996년 3월 1일 부원초등학교로 개칭
- 2014년 3월 1일 16학급 편성

## 참고 자료
- 부원초등학교 - 한국교육학술정보원 학교알리미